# Kevin Porter (2000)
Bryan Kevin Porter jr. (Seattle, 4 maggio 2000) è un cestista statunitense, professionista nella NBA con i Milwaukee Bucks.

## NBA

### Cleveland Cavaliers (2019-2021)
Dopo essersi dichiarato eleggibile per il Draft NBA 2019, viene selezionato come 30ª scelta assoluta dai Milwaukee Bucks ma è girato subito dopo ai Cleveland Cavaliers.

### Houston Rockets (2021-2023)
Dopo alcuni problemi fuori dal campo, il 21 gennaio 2021 Porter viene ceduto agli Houston Rockets in cambio di una seconda scelta futura. Viene poi assegnato alla squadra di G League affiliata Rio Grande Valley Vipers nella quale registra la sua prima tripla doppia mettendo a referto 27 punti, 11 rimbalzi e 14 assist. Il 6 marzo viene richiamato dagli Houston Rockets in seguito alle grandi performance che stava ottenendo in G-League.
Nell'ottobre del 2022 Porter si accorda con i Rockets per un contratto da quattro anni per $82,5 milioni complessivi. Il 31 marzo 2022 mette a segno la seconda tripla doppia in carriera nella sconfitta contro i Grizzlies.
A seguito dell'arresto per l'aggressione verso la sua ragazza, viene dapprima interdetto dalla squadra, per poi essere scambiato agli Oklahoma City Thunder che tagliano immediatamente il contratto del giocatore.

## Vita privata

### Accuse di violenza domestica
L'11 settembre 2023, viene arrestato dalla polizia di New York con l'accusa di aver aggredito la sua ragazza, Kysre Gondrezick. Durante il Media Day degli Houston Rockets del 2 ottobre 2023, viene annunciato che Porter Jr. è stato interdetto dall'organizzazione, e non gli sarà concesso avere alcun rapporto con la squadra o i suoi componenti.

## Statistiche

### NCAA
| Anno      | Squadra     | PG | PT | MP   | TC%  | 3P%  | TL%  | RP  | AP  | PRP | SP  | PP  |
| --------- | ----------- | -- | -- | ---- | ---- | ---- | ---- | --- | --- | --- | --- | --- |
| 2018-2019 | USC Trojans | 21 | 4  | 22,1 | 47,1 | 41,2 | 52,2 | 4,0 | 1,4 | 0,8 | 0,5 | 9,5 |
| Carriera  | Carriera    | 21 | 4  | 22,1 | 47,1 | 41,2 | 52,2 | 4,0 | 1,4 | 0,8 | 0,5 | 9,5 |

#### Massimi in carriera
- Massimo di punti: 17 vs Washington (14 marzo 2019)[4]
- Massimo di rimbalzi: 10 vs Oregon State (23 febbraio 2019)
- Massimo di assist: 4 (2 volte)
- Massimo di palle rubate: 3 (2 volte)
- Massimo di stoppate: 2 vs Vanderbilt (11 novembre 2018)
- Massimo di minuti giocati: 34 vs Washington (14 marzo 2019)

### NBA

#### Regular season
| Anno      | Squadra             | PG  | PT  | MP   | TC%  | 3P%  | TL%  | RP  | AP  | PRP | SP  | PP   |
| --------- | ------------------- | --- | --- | ---- | ---- | ---- | ---- | --- | --- | --- | --- | ---- |
| 2019-2020 | Cleveland Cavaliers | 50  | 3   | 23,2 | 44,2 | 33,5 | 72,3 | 3,2 | 2,2 | 0,9 | 0,3 | 10,0 |
| 2020-2021 | Houston Rockets     | 26  | 23  | 32,1 | 42,5 | 31,1 | 73,4 | 3,8 | 6,3 | 0,7 | 0,3 | 16,6 |
| 2021-2022 | Houston Rockets     | 61  | 61  | 31,3 | 41,5 | 37,5 | 64,2 | 4,4 | 6,2 | 1,1 | 0,4 | 15,6 |
| 2022-2023 | Houston Rockets     | 59  | 59  | 34,3 | 44,2 | 36,6 | 78,4 | 5,3 | 5,7 | 1,4 | 0,3 | 19,2 |
| 2024-2025 | L.A. Clippers       | 45  | 2   | 19,6 | 42,3 | 24,5 | 64,5 | 3,6 | 3,2 | 1,0 | 0,2 | 9,3  |
| 2024-2025 | Milwaukee Bucks     | 30  | 2   | 19,9 | 49,4 | 40,8 | 87,1 | 3,9 | 3,7 | 1,3 | 0,1 | 11,7 |
| Carriera  | Carriera            | 271 | 150 | 27,3 | 43,5 | 35,1 | 73,4 | 4,1 | 4,6 | 1,1 | 0,3 | 13,9 |

#### Playoffs
| Anno     | Squadra         | PG | PT | MP   | TC%  | 3P%  | TL%  | RP  | AP  | PRP | SP  | PP   |
| -------- | --------------- | -- | -- | ---- | ---- | ---- | ---- | --- | --- | --- | --- | ---- |
| 2025     | Milwaukee Bucks | 5  | 1  | 30,2 | 39,6 | 46,7 | 84,6 | 3,6 | 5,4 | 0,8 | 0,0 | 11,2 |
| Carriera | Carriera        | 5  | 1  | 30,2 | 39,6 | 46,7 | 84,6 | 3,6 | 5,4 | 0,8 | 0,0 | 11,2 |

#### Massimi in carriera
- Massimo di punti: 50 vs Milwaukee Bucks (29 aprile 2021)[5]
- Massimo di rimbalzi: 12 vs Sacramento Kings (30 marzo 2022)
- Massimo di assist: 14 vs Phoenix Suns (12 aprile 2021)
- Massimo di palle rubate: 4 (6 volte)
- Massimo di stoppate: 3 vs Dallas Mavericks (16 novembre 2022)
- Massimo di minuti giocati: 44 vs Philadelphia 76ers (5 dicembre 2022)

### G League
| Anno      | Squadra       | PG | PT | MP   | TC%  | 3P%  | TL%  | RP  | AP  | PRP | SP  | PP   |
| --------- | ------------- | -- | -- | ---- | ---- | ---- | ---- | --- | --- | --- | --- | ---- |
| 2020-2021 | R.G.V. Vipers | 15 | 15 | 36,0 | 44,8 | 32,0 | 78,0 | 6,5 | 7,2 | 1,5 | 0,4 | 24,1 |
| Carriera  | Carriera      | 15 | 15 | 36,0 | 44,8 | 32,0 | 78,0 | 6,5 | 7,2 | 1,5 | 0,4 | 24,1 |